# سنگ سیاه (فیلم ۱۹۷۹)
سنگ سیاه (به هندی: Kaala Patthar) فیلمی محصول سال ۱۹۷۹ و به کارگردانی یاش چوپرا است. در این فیلم بازیگرانی همچون آمیتاب باچان، شاشی کاپور، شاتورگان سینها، راکهی گولزار، پروین بابی، نیتو سینگ، پریم چوپرا، پاریکشیت سهنی، سانجیو کومار ایفای نقش کرده‌اند.